# Hybride de thé

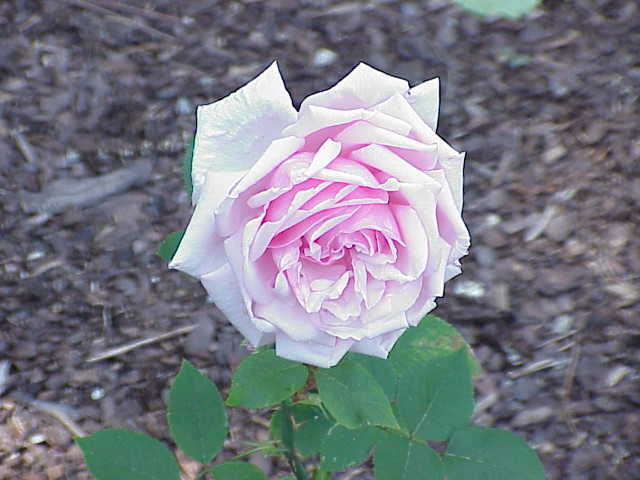
'La France'.

Les hybrides de thé ou rosiers à grandes fleurs constituent un groupe de cultivars de rosiers, issus du croisement de deux types de rosiers, eux-mêmes hybrides. D'une part les rosiers thé ou rosiers à odeur de thé (Rosa ×odorata × rosier Bourbon ou rosier Noisette) et, d'autre part, des hybrides remontant (rosier thé × Rosa gallica ou Rosa centifolia ou Rosa damascena)

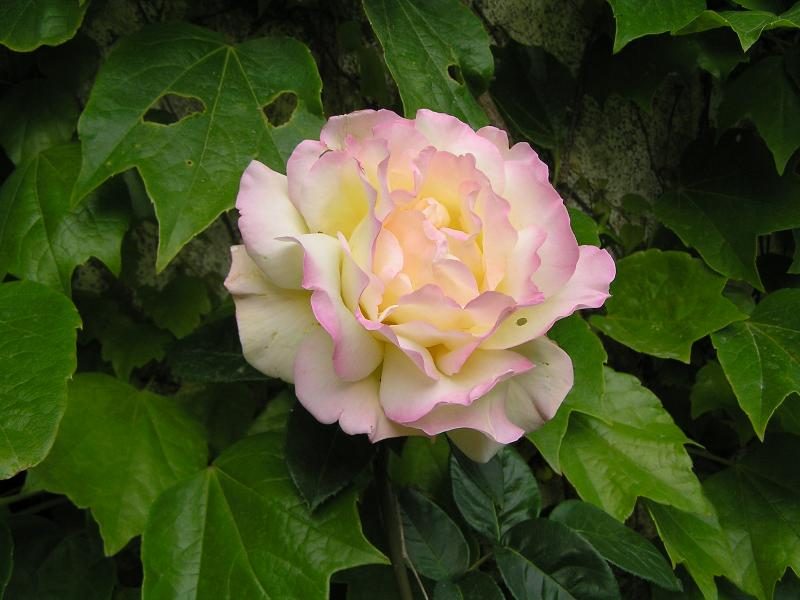
'Madame A. Meilland', la rose la plus vendue de tous les temps.

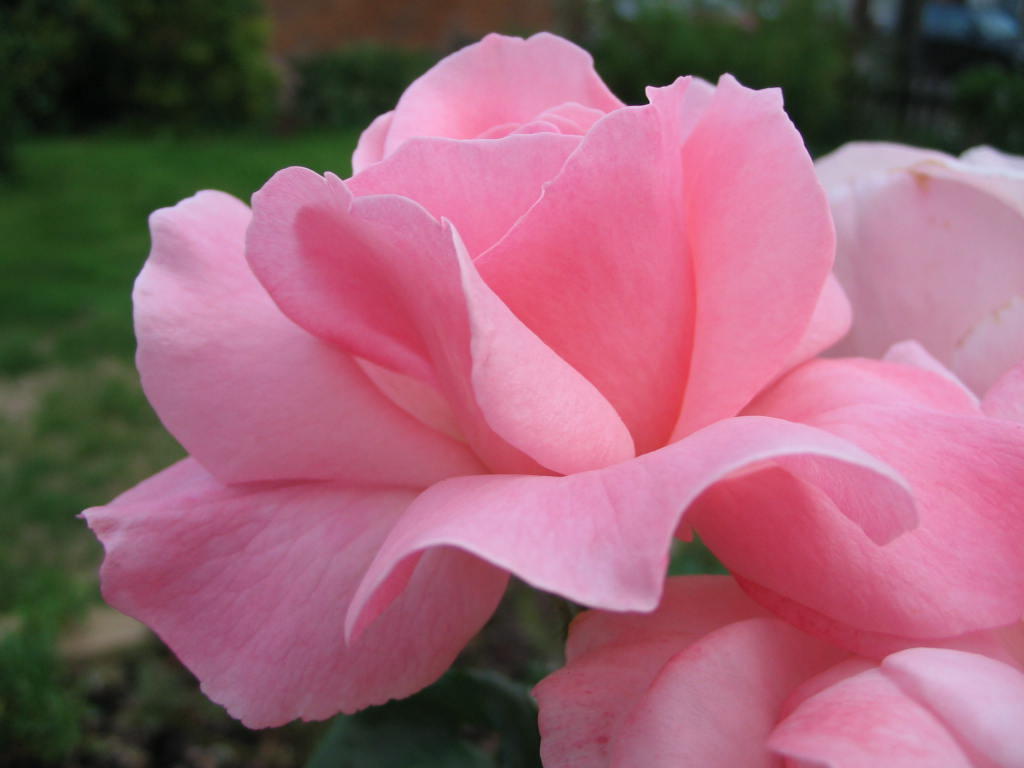
'Queen Elizabeth'.

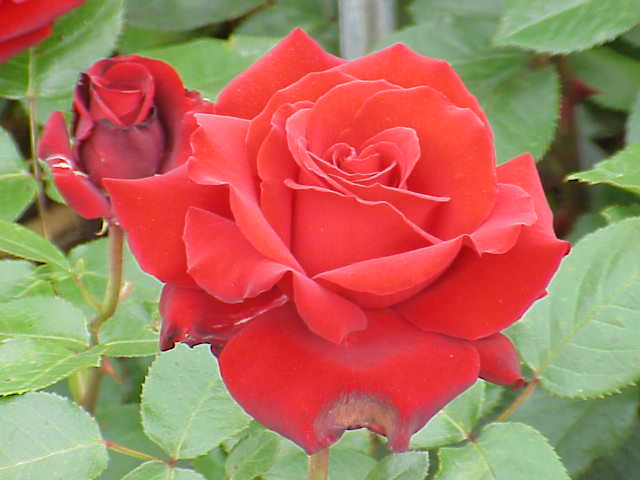
'Ingrid Bergman'.

## Description
Arbustes érigés, formés de longues tiges rectilignes et dressées, atteignant 1,20 à 1,80 m de haut, et dont certains ont des ports grimpants. Ils produisent sur de longs pédoncules quelquefois un peu raides des fleurs solitaires, qui à la suite de très beaux boutons allongés, sont relativement grandes (diamètre de 8 à 12 cm) et très doubles. La plupart sont à floraison remontante, et pour certains quasi continue. 
Les hybrides de thé sont le type de roses le plus populaire dans le monde, tant pour la variété des couleurs que pour la forme de la fleur.
Ils présentent l'avantage sur les autres roses d'offrir de longues tiges recherchées pour la fleur coupée et la création de bouquets.
La plupart des variétés, toutefois, produisent des fleurs pas ou peu parfumées et ne sont pas toujours faciles à cultiver dans les jardins de particuliers dans les régions très humides ou très froides, du fait de leur sensibilité aux maladies (tache noire) et de leur rusticité moyenne.

## Histoire
On considère généralement que le premier hybride de thé au monde a été la rose 'La France' créée à Lyon, en 1867,  par le rosiériste français Jean-Baptiste Guillot. Cet hybride est le résultat d'un croisement entre un hybride remontant, 'Madame Victor Verdier', et un rosier thé, 'Madame Bravy', d'où l'appellation d'hybride de thé. Ce nouveau rosier associait la floraison abondante et remontante des hybrides remontants, caractères hérités des rosiers de Chine et la beauté et l'élégance des fleurs et du feuillage des rosiers thé.
De nos jours, 'La France' est encore disponible dans certaines pépinières spécialisées dans les roses anciennes.
Les autres rosiers hybrides de thé historiques sont :
- 'Lady Mary Fitzwilliam' (Bennett, 1882), premier hybride de thé en Angleterre, aux grandes fleurs rose pâle.
- 'Mme Caroline Testout' buisson obtenu par Joseph Pernet-Ducher en 1890, petit buisson aux grandes fleurs doubles rose soutenu un peu parfumées et sa variété en rosier grimpant : 'Climb. Mme Caroline Testout' obtenue par Chauvry en 1901 très vigoureuse, haute de 6 à 7m.
- 'Ophelia' obtenu par W. Paul en 1912, buisson aux fleurs rose pâle de forme parfaite. Son sport grimpant est plus cultivé.
- 'Soleil d'Or' obtenu par Joseph Pernet-Ducher en 1900, le premier aux fleurs jaune orangé virant au saumon, dû au croisement d'un hybride de thé avec Rosa foetida

Dans les catalogues, à côté de 'Madame Antoine Meilland' (Peace) nous trouvons de très nombreux nouveaux hybrides de thé ou rosiers à grandes fleurs parmi lesquels on peut signaler les fameuses roses :
- 'Madame Grégoire Staechelin', hybride de thé grimpant de couleur rose en 1927;
- 'Baccara', hybride de thé rouge célèbre, créé par Antoine Meilland en 1954;
- 'Papa Meilland', buisson rouge sombre élu « rose favorite du monde » en 1998, après 'Madame Antoine Meilland' en 1976;
- 'Queen Elizabeth' qui a eu la même distinction en 1978; elle fait partie de la classe des grandifloras;
- et 'Ingrid Bergman', en 2000

## Propagation

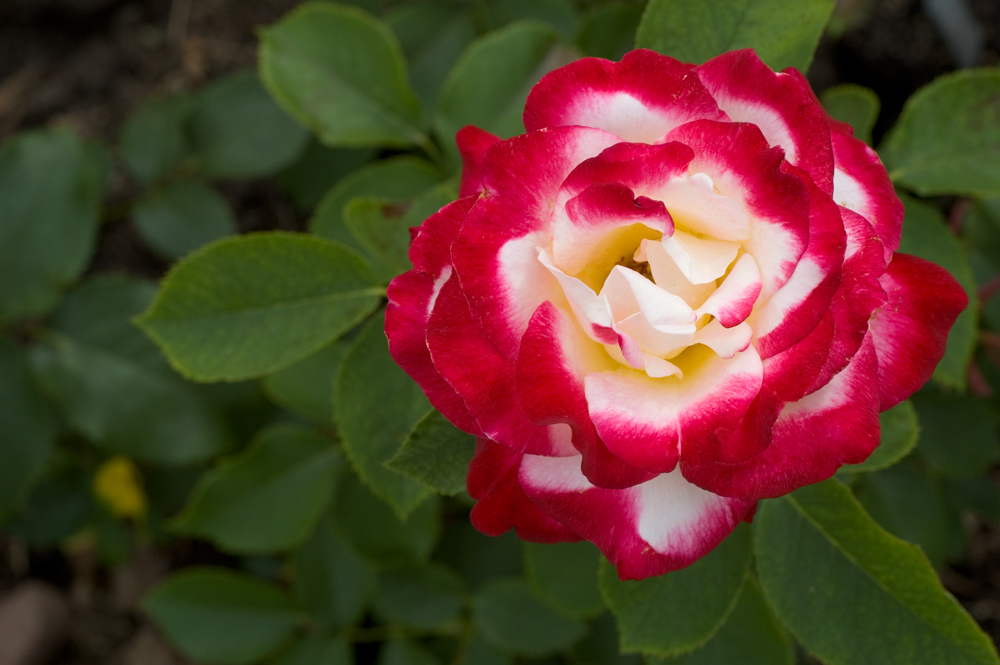
'Double Delight'

La méthode de multiplication habituelle des hybrides de thé est la greffe par écussonnage, technique qui consiste à prélever un bourgeon en forme d'écusson sur un pied mère et à l'insérer sous l'écorce de la tige d'un porte-greffe vigoureux, par exemple Rosa multiflora.

## Vulnérabilité
La plupart des hybrides de thé sont assez rustiques et peuvent résister au froid d'un hiver normal. Toutefois, il est nécessaire de protéger les pieds du froid et du vent excessifs pour éviter que la température des bourgeons végétatifs descende au-dessous de −12 ºC.

## Appellations

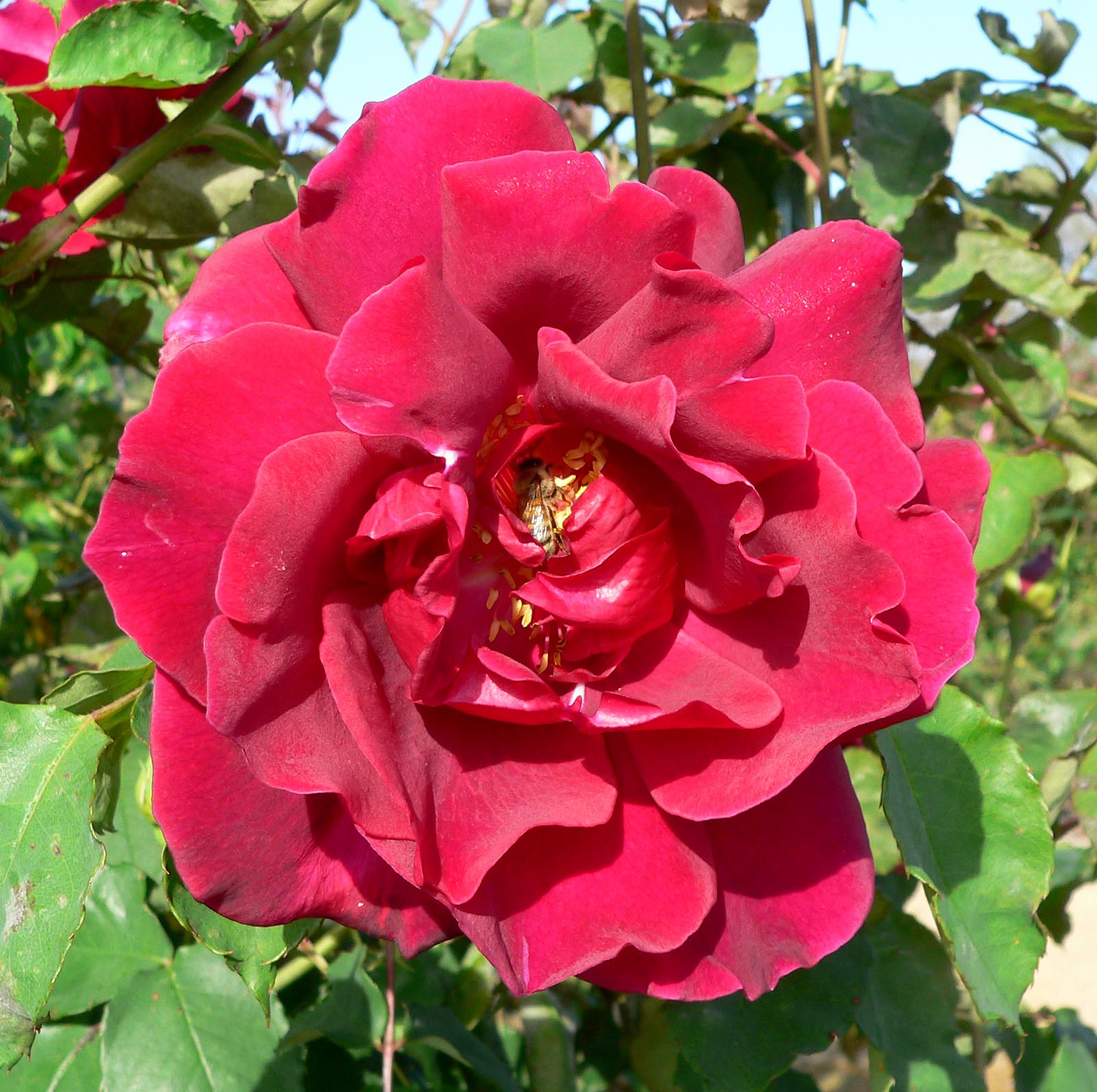
'Étoile de Hollande'

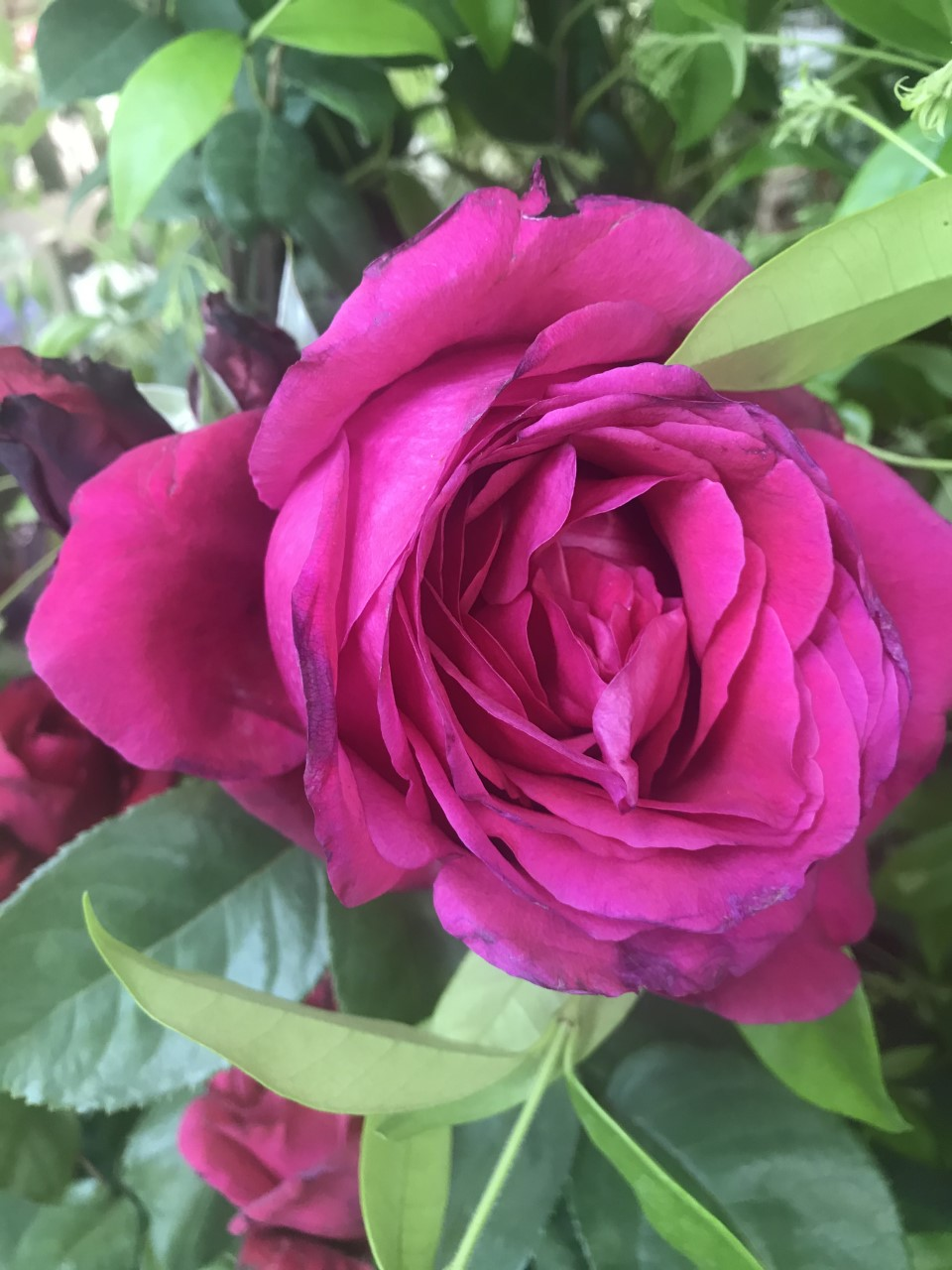
'Charlotte Rampling'

Certains hybrides de thé ont été baptisés du nom de célébrités (membres de familles royales, de chefs d'État, d'acteurs, etc.) (voir cultivars de roses portant des noms de célébrités).
Certains sont devenus légendaires, telle la rose 'Peace', hybride créé en France, juste avant la Seconde Guerre mondiale, par Francis Meilland sous le nom de 'Madame Antoine Meilland'. Au moment de l'invasion allemande, le créateur en a envoyé des boutures à différents correspondants, notamment aux États-Unis, et c'est là que ce rosier a été multiplié pendant la guerre et lancé officiellement sous le nom de 'Peace' en 1945. Il est connu sous le nom de 'Gloria Dei' en Allemagne et de 'Gioia' en Italie.